# Edmonton Ice
Die Edmonton Ice waren ein kanadisches Eishockeyfranchise aus Edmonton in der Provinz Alberta. Das Team spielte von 1996 bis 1998 in einer der drei höchsten kanadischen Junioren-Eishockeyligen, der Western Hockey League (WHL).

## Geschichte
Die Edmonton Ice wurden 1996 als Franchise der Western Hockey League gegründet. In ihren einzigen beiden Spielzeiten in der WHL gelang es ihnen weder in der Saison 1996/97 als Fünfter der Central Division, noch in der Saison 1997/98 als Vierter der Central Division die Playoffs um den Ed Chynoweth Cup zu erreichen. Aufgrund des anhaltenden Misserfolges ersetzten die Verantwortlichen zu Beginn der Saison 1997/98 ihren Trainer Dave Siciliano durch Ryan McGill. Da die Edmonton Oilers aus der National Hockey League keine direkte Konkurrenz aus der WHL in ihrer Stadt haben wollten, ließen sie Edmonton Ice seine Spiele nicht im Rexall Place austragen, so dass die Mannschaft auf eine kleine Vororthalle ausweichen musste. Aufgrund von finanziellen Problemen wurde das Franchise 1998 nach Cranbrook, British Columbia, umgesiedelt, wo es bis 2019 unter dem Namen Kootenay Ice am Spielbetrieb der WHL teilnahm und zur Spielzeit 2019/20 nach Winnipeg, Manitoba, zog und dort bis zum Sommer 2023 als Winnipeg Ice in Erscheinung trat.

## Saisonstatistik
Abkürzungen: GP = Spiele, W = Siege, L = Niederlagen, T = Unentschieden, OTL = Niederlagen nach Overtime SOL = Niederlagen nach Shootout, Pts = Punkte, GF = Erzielte Tore, GA = Gegentore, PIM = Strafminuten
| Saison  | GP | W  | L  | T | OTL | SOL | Pts | GF  | GA  | Platz       | Playoffs           |
| 1996–97 | 72 | 14 | 56 | 2 | —   | —   | 30  | 231 | 395 | 5., Central | nicht qualifiziert |
| 1997–98 | 72 | 17 | 49 | 6 | —   | —   | 40  | 242 | 328 | 4., Central | nicht qualifiziert |

## Team-Rekorde

### Karriererekorde
Spiele: 138  Jay Henderson
Tore: 77  Jay Henderson
Assists: 77  Jay Henderson
Punkte: 154   Jay Henderson
Strafminuten: 483  Jason Norrie

## Bekannte Spieler
- Jay Henderson
- Steve McCarthy
- Jarret Stoll
- Kyle Wanvig
- Jeremy Yablonski